# Les Wampas
Les Wampas ist eine französische Psychobilly-Band, die 1983 gegründet wurde. Bekannt wurde die Gruppe insbesondere durch ihren Frontmann und Texter Didier Wampas (mit bürgerlichem Namen Didier Chappedelaine). Dieser singt häufig absichtlich sehr hoch und falsch, so dass seine Stimme einen hohen Wiedererkennungswert hat. Die Livekonzerte der Band sind bekannt für Chapedelaines energiegeladene Bühnenshow und seine Fähigkeit die Massen mitzureißen. Seit der Veröffentlichung des Albums „Kiss“ (2000), umarmt er nach jedem Auftritt einen Zuschauer und gibt diesem einen Kuss auf beide Wangen.
Ihre bislang erfolgreichsten Songs waren „Manu Chao“ (nach dem gleichnamigen Künstler) aus dem Jahr 2003, das Platz 20 der französischen Charts erreichte, sowie im Februar 2006 „Chirac en prison“ (Platz 46).

## Diskografie

### Studioalben
| Jahr | Titel                                                                 | Höchstplatzierung, Gesamtwochen, AuszeichnungChartsChartplatzierungen (Jahr, Titel, Platzierungen, Wochen, Auszeichnungen, Anmerkungen) | Anmerkungen |
| Jahr | Titel                                                                 | FR | Anmerkungen |
| ---- | --------------------------------------------------------------------- | --- | ----------- |
| 2003 | Never Trust A Guy Who After Having Been A Punk Is Now Playing Electro | FR43 (31 Wo.)FR |             |
| 2006 | Rock ’n’ Roll Part 9                                                  | FR33 (25 Wo.)FR |             |
| 2009 | Les Wampas sont la preuve que Dieu existe                             | FR34 (10 Wo.)FR |             |
| 2014 | Font la gueule                                                        | FR53 (3 Wo.)FR |             |
| 2017 | Evangelisti                                                           | FR75 (2 Wo.)FR |             |
| 2019 | Sauvre le monde                                                       | FR81 (1 Wo.)FR |             |
| 2022 | Tempete, tempete                                                      | FR157 (1 Wo.)FR |             |

Weitere Studioalben 
- 1986: Tutti frutti
- 1990: Les Wampas vous aiment
- 1993: Simple et tendre
- 1996: Trop précieux
- 1998: Chicoutimi
- 2000: Kiss

### Livealben
| Jahr | Titel               | Höchstplatzierung, Gesamtwochen, AuszeichnungChartsChartplatzierungen (Jahr, Titel, Platzierungen, Wochen, Auszeichnungen, Anmerkungen) | Anmerkungen |
| Jahr | Titel               | FR | Anmerkungen |
| ---- | ------------------- | --- | ----------- |
| 2004 | Never Trust a live! | FR29 (13 Wo.)FR |             |

Weitere Livealben
- 1988: Chauds, sales et humides
- 1997: Toutafonlive

### Kompilationen
| Jahr | Titel                 | Höchstplatzierung, Gesamtwochen, AuszeichnungChartsChartplatzierungen (Jahr, Titel, Platzierungen, Wochen, Auszeichnungen, Anmerkungen) | Anmerkungen |
| Jahr | Titel                 | FR | Anmerkungen |
| ---- | --------------------- | --- | ----------- |
| 2015 | Never Trust a Best-Of | FR103 (1 Wo.)FR |             |

### Singles
| Jahr | Titel Album                                                                     | Höchstplatzierung, Gesamtwochen, AuszeichnungChartsChartplatzierungen (Jahr, Titel, Album, Platzierungen, Wochen, Auszeichnungen, Anmerkungen) | Anmerkungen |
| Jahr | Titel Album                                                                     | FR | Anmerkungen |
| ---- | ------------------------------------------------------------------------------- | --- | ----------- |
| 2003 | Manu Chao Never Trust A Guy Who After Having Been A Punk Is Now Playing Electro | FR20 (16 Wo.)FR |             |
| 2006 | Chirac en prison Rock ’n’ Roll Part 9                                           | FR46 (8 Wo.)FR |             |
| 2006 | Rimini Rock ’n’ Roll Part 9                                                     | FR86 (4 Wo.)FR |             |

### Videoalben
- 2004: Never Trust a live!